# Lustjärnen (Älvdalens socken, Dalarna, 682744-139117)
Lustjärnen är en sjö i Älvdalens kommun i Dalarna och ingår i Dalälvens huvudavrinningsområde.